# Cerovljani
Cerovljani (szerbül: Церовљани), jelentős ukrán kisebbséggel rendelkező szerb falu Gradiška községben, Bosznia-Hercegovinában, Bosanska krajina területén, a Szerb Köztársaságban. 

## Fekvése
Bosznia-Hercegovina északi részén, Banja Lukától légvonalban 29, közúton 40 km-re északra, községközpontjától légvonalban 11, közúton 14 km-re délnyugatra, 120-150 méteres magasságban, a Jurkovica-csatornától nyugatra található dombvidéken fekszik. Áthalad rajta a Gradiškát Banja Lukával összekötő autópálya.

## Népessége
| Nemzetiségi csoport | Népesség 1991 | Népesség 2013 |
| ------------------- | ------------- | ------------- |
| Szerb               | 475           | 336           |
| Bosnyák             | 2             | 1             |
| Horvát              | 25            | 10            |
| Jugoszláv           | 31            | 0             |
| Egyéb               | 71            | 33            |
| Összesen            | 604           | 380           |

## Története
A település 1878-ig tartozott az Oszmán Birodalomhoz, ekkor a berlini kongresszus határozata alapján az Osztrák-Magyar Monarchia része lett. 1879-ben az első osztrák-magyar népszámlálás során a Berbir községhez tartozó településnek 10 háztartása és 72 ortodox szerb lakosa volt. A 19. század végén és a 20. század elején főként Galíciából és Kárpátaljáról nagyszámú ukrán és lengyel lakosság települt ide. 1910-ben a Bosanska Gradiškai járáshoz és Bosanska Gradiška községhez tartozó településen 26 háztartást, 57 ortodox szerb, 27 római katolikus és 54 görög katolikus lakost találtak.
A monarchia szétesésével 1918-ban előbb a Szerb-Horvát-Szlovén Királyság, majd 1929-től a Jugoszláv Királyság része. Jugoszlávia megszállása után a település a Független Horvát Állam (NDH) része lett. A falu 1945-től a szocialista Jugoszlávia része volt. A második világháború végén a lengyel lakosság többsége visszatelepült Lengyelországba. A boszniai háború idején a település a Boszniai Szerb Köztársaság része volt. A daytoni békeszerződést követő területfelosztásnál a település Bosanska Gradiška község részeként a Szerb Köztársaság területéhez került.

## Nevezetességei
- Szent Jozafát tiszteletére szentelt ukrán görög katolikus temploma. Kisméretű, egyszerű építmény, a homlokzat előtti alacsony, zömök harangtoronnyal.